# 麥庫爾章克申 (內布拉斯加州)
麥庫爾章克申（英語：McCool Junction）是位於美國內布拉斯加州約克縣的村。

## 人口
根據2020年美國人口普查的數據，麥庫爾章克申的面積為1.26平方千米，當中陸地面積為1.25平方千米，而水域面積為0.01平方千米。當地共有人口453人，而人口密度為每平方千米360人。